# Toddla T
Toddla T, pseudonimo di Thomas Mackenzie Bell (Sheffield, 22 febbraio 1985), è un cantautore, disc jockey e produttore discografico britannico.

## Biografia
Nativo del South Yorkshire, già a 14 anni era DJ nei locali e nei pub della sua città.
Ha inciso tre album in studio, tutti di buon successo. Il primo, Shanky Shanky, è uscito nel 2009: sono presenti collaborazioni con Matt Helders degli Arctic Monkeys, Benjamin Zephaniah, Roots Manuva, Tinchy Stryder e Joe Goddard. Il secondo, Watch Me Dance, pubblicato due anni dopo, contiene il brano Take It Back, affidato alle voci di Shola Ama (reduce da un lungo periodo di inattività) e J2K. Nel 2015 è stato pubblicato il suo terzo disco, Foreign Lights.
Toddla T si è esibito da DJ in festival europei, nordamericani e australiani.
Dopo aver firmato un contratto nel 2010 con la casa discografica Ninja Tune, nel 2012 ha creato l'etichetta Girls Music con Raf Rundell dei The 2 Bears. Toddla T ha prodotto i dischi di Roots Manuva, Skepta, Wiley, Ms. Dynamite e Róisín Murphy.
Conduce un programma su BBC Radio 1 e BBC Radio 1Xtra che ha ospitato personaggi come Skepta, Jme, Novelist & Wiley.

## Vita privata
Sposato con Annie Mac, anche lei DJ a BBC Radio 1, ha due figli, nati nel 2013 e nel 2017.

## Discografia

### Album
- Shanky Shanky (2009)
- Watch Me Dance (2011)
- Foreign Lights (2015)

### Compilations
- FabricLive.47 (2009)

### EP
- Do U Know, 1965 Records (2007)
- On Acid, Defected (2014)
- Kensal Road EP, Girls Music (2015)

### Singoli
- "Fill Up Mi Portion", Do U Know (2007)
- "Backchatter (Mica's Version)", Do U Know (2007)
- "Inna Di Dancehall", Do U Know (2007)
- "Girls", Do U Know (2007)
- "Do U Know", Do U Know (2007)
- "Inna Di Dancehall", Do U Know (2007)
- "Manabadman" feat. Serocee & Trigganom (2008)
- "65 Dubplate" feat. Serocee & Trigganom (2008)
- "Soundtape Killin", (2008)
- "Shake It" with Hervé feat. Serocee (2009)
- "Sky Surfing (Dope Man)" (2010)
- "Streets So Warm" feat. Wayne Marshall (2011)
- "Take It Back" feat. Shola Ama & J2K, Ninja Tune (2011)
- "Watch Me Dance" with Roots Manuva (2011)
- "Cherry Picking" feat. Róisín Murphy (2011)
- "My God" - Trojan Sound System vs Toddla T (2011)
- "Alive" with Shola Ama (2012)
- "I Don't Wanna Hear That" with Danny Weed & Jammer (2015)
- "Walkin" - Toddla T meets The Suns of Dub (2015)
- "Big Tune a Drop" - Toddla T vs The 2 Bears (2015)